# Скофилд, Кэри
Кэри Скофилд OBE (англ. Carey Schofield, родилась в 1954 году) — британская военная журналистка, директор Колледжа Лэнглендса в Читрале (Пакистан).

## Карьера
Окончила Кембриджский университет, Клэр-колледж (отделение английского языка). В конце 1970-х работала журналисткой, первая её книга была о французском гангстере Жаке Мерине. За этим последовало «хладнокровное, гладко составленное описание» жизни Мика Джаггера из Rolling Stones. От рок-биографий она перешла к военной журналистике, опубликовав две книги о советской армии. В 1993 году снялась в остросюжетном фильме «Чёрная акула», сыграв роль журналистки Кэтрин Нельсон.
С дозволения президента Пакистана Первеза Мушаррафа она провела пять лет в ВС Пакистана, взяв интервью у военнослужащих всех званий и опубликовав их в книге «Внутри пакистанской армии» (англ. Inside the Pakistan Army). Одним из источников информации был командир пакистанского спецназа Амир Фейсал Алави, убитый в 2008 году. Все эти годы она публиковалась в Sunday Times.

### Колледж Лэнглендс
Хотя Скофилд была директором государственной школы в Великобритании, преподаванием она никогда не занималась, пока не была отправлена в Северо-Западный Пакистан, в город Читрал, в Колледж Лэнглендса. Несмотря на то, что школа находится в горной местности, выпускники её отправляются в национальные и зарубежные университеты. Колледж носит имя майора Джеффри Лэнглендса, легенды пакистанской системы образования, который сумел подготовить многих представителей национальной элиты. Скофилд должна была стать помощницей Лэнглендса, но позже сама возглавила колледж после ухода Лэнглендса на пенсию. Он описывал её как «экстраординарного человека», отчасти потому, что Кэри не боялась ситуации с безопасностью, которая отпугнула многих кандидатов. Согласно интервью телеканала Aaj News, Скофилд назвала Читрал более безопасным, чем лондонский Челси, а её работа в Читрале могла бы помочь улучшить жизни тысяч людей.
В первые годы пребывания Скофилд в школе она описывала её состояние как «ужасное». Она уволила семерых человек из состава (в том числе заместителя директора) за неприемлемое поведение. Это обернулось тем, что у Скофилд за время её отсутствия в стране отобрали рабочую визу и лишили возможности вернуться. Вынужденное отсутствие Скофилд совпало с землетрясением в Гиндукуше в октябре 2015 года и наводнением в регионе, однако она пыталась управлять школой дистанционно из Лондона.
Совет управления уважал инициативу Скофилд управлять школой, и при поддержке штата она через восемь месяцев вернулась, улучшив дисциплину и финансовое положение колледжа. В школе были представлены её собственные новшества в виде проведения всех уроков на английском, назначения вспомогательного координатора по вопросам обучения детей с дислексией и диспраксией и налаживания контактов с ведущими школами и специалистами в области образования. В канун нового 2019 года награждена Орденом Британской империи «за заслуги перед образованием и общественностью Северного Пакистана»

## Труды
- Mesrine - The Life and Death of a Supercrook. Penguin, 1980.
- Jagger. Methuen Publishing, 1983.
- Inside the Soviet Military. Abbeville Press, 1991.
- The Russian Elite: Inside Spetsnaz and the Airborne Forces. Greenhill Books, 1993.
- Inside the Pakistan Army: A Woman’s Experience on the Frontline of the War on Terror. Biteback Publishing, 2011.